# Conocybe anthracophila
Conocybe anthracophila är en svampart som tillhör divisionen basidiesvampar, och som beskrevs av Robert Kühner och Watling. Conocybe anthracophila ingår i släktet Conocybe, och familjen Bolbitiaceae. Arten är reproducerande i Sverige.